# Bujaki (województwo warmińsko-mazurskie)
Bujaki (dawniej niem. Bujaken) – osada w Polsce położona w województwie warmińsko-mazurskim, w powiecie nidzickim, w gminie Nidzica. Miejscowość wchodzi w skład sołectwa Dobrzyń. W latach 1975–1998 miejscowość administracyjnie należała do województwa olsztyńskiego.
W pobliżu miejscowości zachowane fragmenty żelbetowych umocnień przeciwczołgowych z czasów II wojny światowej.

## Historia
Wieś lokowana w 1545 r. na 30 łanach na prawie chełmińskim. W 1579 część łanów pozostawała jeszcze nie obsadzona. W 1648 większość gruntów wiejskim zarośnięta była lasem. W 1788 granice wsi wytyczono ponownie. W XIX wieku wieś była w posiadani właścicieli Witranowa. W 1858 r. we wsi było pięć domów. W 1871 r. mieszkało tu 106 osób. W 1880 r. w Bujakach było 151 mieszkańców. W 1883 r. we wsi było 29 koni, 85 sztuk bydła, 756 owiec i 35 świń. W 1895 r. wieś zamieszkiwały 122 osoby, w tym czasie Bujaki myły majątkiem ziemskim, obejmujących 600 ha. W 1910 r. w Bujakach było dziesięć domów. W 1925 r. majątek ziemski liczył 2043 ha ziemi. W 1939 r. mieszkało tu 424 osoby. Obecna nazwa została administracyjnie zatwierdzona 12 listopada 1946.